# 白日夢

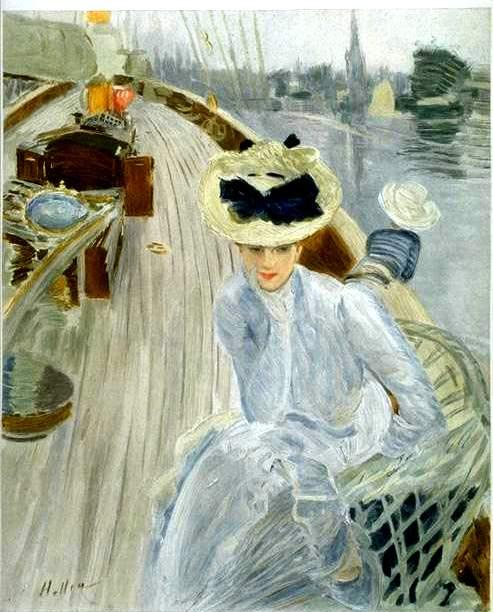
Paul César Helleu所繪的《白日夢》

白日夢是指清醒時的腦內所產生的幻想及影像，通常是開心的念頭、希望或野心。白日夢的確實種類，心理學家現時仍未有定案。白日夢有時是未來的情景或計劃，或者是過去的回憶，就像夢的畫面一樣，有時更會影響情緒。
發白日夢通常涉及一連串的思考，令發白日夢者暫時完全脫離與週遭有關的事，只集中於思想當中。旁觀者看起來就像呆呆地望向遠處。只有突然刺激，才能令發白日夢者返回現實。
發白日夢者會被人當作懶惰或逃避现实，但白日夢也是靈感的來源。無論是從事藝術創作還是科學研究的人，均可在白日夢中得到靈感。